# Nicola Amoruso
Nicola Amoruso, född 29 augusti 1974 i Cerignola i Italien, är en italiensk före detta fotbollsspelare.
Amoruso är en av få spelare som har gjort över 100 mål i Serie A.

## Karriär
Amoruso växte upp i Sampdoria där han även påbörjade sin proffskarriär 12 december 1993 då man besegrades av Inter Milan med 2–0.

### Juventus
Amoruso har spelat i Juventus i två omgångar, 1996–1999 och 2001–2002.

### Reggina
Sedan 2005 har han spelat för Reggina och trots rykten om flytter till bl.a. Fiorentina har han sagt att han vill stanna i Reggio Calabria.
Amoruso avgjorde 24 februari 2008 en match mot sin gamla klubb Juventus då han på övertid gjorde 2–1-målet efter att ha fått en kontroversiell straffspark tilldelad då Mohamed Sissoko hade råkat träffa Amoruso på axeln när han försökte rensa bort bollen.

### Torino
Sommaren 2008 blev klar för Torino där han spelade 14 matcher och gjorde 5 mål, han gjorde bland annat mål mot sin gamla klubb Reggina där han blev väldigt utbuad.

### Siena
I januari fönstret lånades han ut till Siena där han spelar även än idag. Han kom in mot Sampdoria och då låg dem under med 2-1 efter att Giampaolo Pazzini gjorde 2-1 men sen kom Massimo Maccarone in och gjorde 2-2 och sen var Amoruso väldigt nära på att göra seger målet 3-2 men det ville sig aldrig så det blev 2-2.

### Parma
På Sommaren 2009 då skrev han på för nyuppflyttade Parma och gick i utbyte mot Julio César de León och Manuel Coppola som senare lånades ut till Torino.

### Atalanta
I januari fönstret 2010 skrev han kontrakt med Bergamolaget Atalanta som varar till juni 2011, där han gick från utbute mot Hernan Crespo som gick till Parma från Genoa samt Robert Acquafresca som gick till Genoa efter att ha varit utlånad till Atalanta där han inte riktigt lyckades så bra.

### Landslaget
Amoruso har spelat fyra matcher för U21-landslaget och gjort ett mål. Han var med som oanvänd avbytare när Italien vann Medelhavsspelen 1997. Han var även med när Italien vann U21-EM i fotboll 1996.

## Fotnoter
1. ↑  ”Juventus stunned by last-minute defeat”. ABC News. 24 februari 2008. http://www.abc.net.au/news/stories/2008/02/24/2171038.htm. Läst 9 mars 2008.